# السوار الذهبي
السوار الذهبي هي قصة خيالية أمريكية من ولاية كنتاكي ، جمعتها ماري كامبل في حكايات من منطقة الغيوم المتنقلة ، وأدرجت مخبرها على أنه العمة ليزبيث فيلدز. 